# As Aventuras da Turma da Mônica
As Aventuras da Turma da Mônica é um filme de animação brasileiro de 1982 produzido pela Black & White & Color e distribuído pela Embrafilme. É o primeiro filme de longa-metragem baseado na série de histórias em quadrinhos da Turma da Mônica, criada pelo cartunista Mauricio de Sousa, que também dirigiu o filme, além de ser o quarto longa-metragem de animação da história do país. O enredo, escrito por ele e Reinaldo Waisman, gira em torno de quatro histórias apresentando os personagens principais da turma, interligadas pela aparição do próprio Mauricio em live-action.
A Black & White & Color foi comprada pelo próprio Mauricio no início de 1980, para produzir comerciais envolvendo a Turma da Mônica. Após o sucesso de um curta-metragem exibido na TV Globo, fazendo-o ter interesse na realização de um longa, e uma reestruturação do estúdio, a produção do filme foi iniciada. Mauricio teve facilidade na criação da história, mas citou diversos problemas em sua produção, como a falta do material necessário no mercado brasileiro, tendo que recorrer a fornecedores internacionais.
Segundo Mauricio, foram investidos cem milhões de cruzeiros na produção de As Aventuras da Turma da Mônica, o que seria o maior investimento para um filme no país. Parte deste valor foi bancado pela distribuidora Embrafilme, após uma reunião com seus diretores. O filme estreou primeiramente no dia 23 de dezembro de 1982 em São Paulo, e em janeiro do ano seguinte no Rio de Janeiro. Mais tarde, As Aventuras da Turma da Mônica foi relançado em VHS e exibido na televisão. Um disco contendo as músicas do filme foi lançado em 1983.
As Aventuras da Turma da Mônica não teve muita atenção da crítica na época de seu lançamento, mas a recepção foi geralmente mista. Segundo dados da Agência Nacional do Cinema, teve um público de 1,1 milhão de espectadores, embora Mauricio defenda que o número foi maior. É o filme de animação brasileiro de maior público da história do país, e foi o filme de maior público da Turma da Mônica até ser superado pelo live-action Turma da Mônica: Laços (2019). Em 2017, As Aventuras da Turma da Mônica foi eleito pela Associação Brasileira de Críticos de Cinema (Abraccine) como a 12.ª melhor animação brasileira da história.

## Sinopse
O filme apresenta quatro histórias, que são interligadas pela aparição de Mauricio de Sousa em live-action interagindo com os personagens da Turma da Mônica em animação. Inicia com Mauricio ao telefone apresentando os personagens principais, como Mônica, Cebolinha, Cascão, Magali e outros, que querem participar de um novo longa-metragem. Segue-se então as quatro histórias. Na primeira, "O Plano Infalível", Cebolinha tenta derrotar a Mônica e capturar seu coelho Sansão. "Um Amor de Ratinho", a próxima história, mostra Mônica indo a uma festa à fantasia vestida de rata, mas um incidente faz com que ela desperte a paixão em um rato de verdade. A terceira é "A Ermitã", onde ela sai de casa e se afasta da turma para morar sozinha no meio da floresta. A última é "O Império Empacota", onde Cebolinha enfrenta uma batalha interplanetária contra alienígenas para salvar a Mônica.

## Elenco
Mauricio de Sousa aparece em live-action interpretando ele mesmo. A seguir, estão listados os dubladores dos personagens do filme.
| - Maria Amélia Costa Manso Basile — Mônica - Ivete Jayme — Cebolinha - Isaura Gomes — Cascão - Silvia Cordeiro Marinho — Magali - Orlando Viggiani Filho — Franjinha - Denise Simonetto — Anjinho - Araken Saldanha — Lorde Coelhão |  | - Ronaldo Baptista (creditado com Ronaldo Batista) — Locutor de TV - Eduardo Leão Waismann — Ratinho e Coelhoide - Aliomar Vasconcelos — Ratinha - Eleu Salvador Selbach — Gatos - Fábio Cirello — Abelardo - Odair Batista — Bidu - Mauro Alice — Calouro |

## Antecedentes

### Origem e curta-metragem

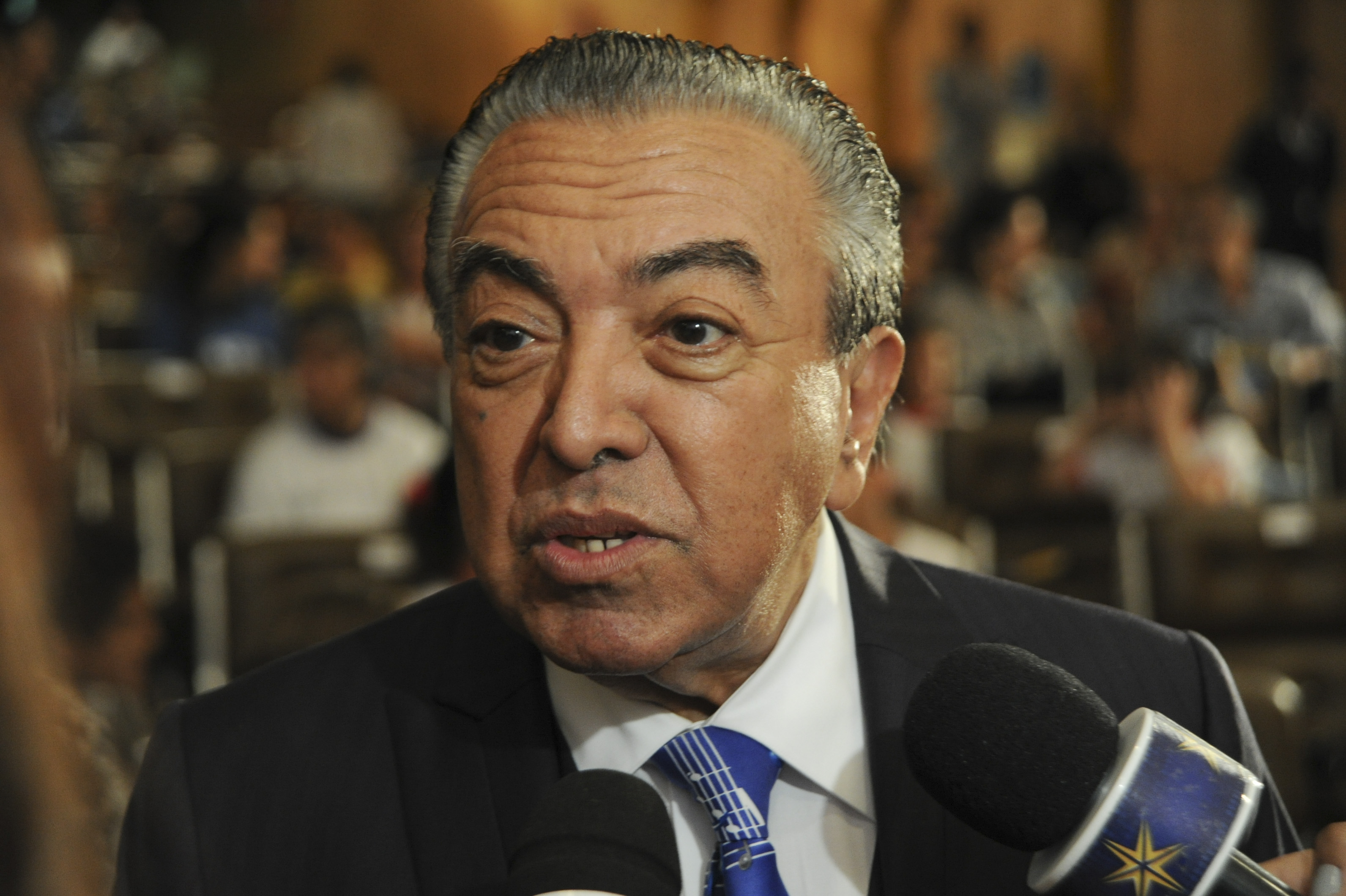
Mauricio de Sousa em 2014

Turma da Mônica é uma série de histórias em quadrinhos criada pelo cartunista e empresário brasileiro Mauricio de Sousa. Surgiu em 1959, inicialmente publicada no formato de tirinhas na Folha de S.Paulo, tendo como personagens principais Bidu e Franjinha. A partir dos anos 1960, a série começou a ganhar a identidade pela qual ficou mais conhecida, com a criação de novos personagens como Cebolinha, Cascão e Mônica e, em 1970, foi lançada a primeira edição do que se tornaria a Turma da Mônica, intitulada Mônica e Sua Turma.
Em 1976, já com interesse em fazer um filme há algum tempo, Mauricio teve a ideia para o que seria o primeiro filme baseado na obra, sendo este um curta-metragem especial de Natal. Produzido em pouco mais de duas semanas, foi veiculado em dezembro daquele ano na TV Globo, após aceitação de Boni, sendo, segundo o próprio Mauricio, "talvez [...] o filminho mais marcante da Turma da Mônica, considerado inesquecível por quem assistiu a ele à época". Com o sucesso da produção, ele foi, aos poucos, desenvolvendo a ideia para o primeiro longa-metragem da franquia, "nos moldes da Disney". Mauricio comentou, no entanto: "[à]s vezes me empolgava com o projeto, mas logo depois o deixava de lado, com receio de dar um passo maior que as pernas. [Na época], fazer cinema no Brasil era um negócio complicadíssimo".

### Compra da Black & White & Color
No início dos anos 1980, Mauricio teve a oportunidade de comprar a Black & White & Color, um pequeno estúdio de animação, com seis funcionários. Inicialmente, a empresa foi comprada em sociedade com Pelé, mas Mauricio comprou sua parte logo depois e transferiu a produtora para seu estúdio em São Paulo, num imóvel bancado por Octávio Frias de Oliveira. A Black & White & Color tinha duas funções: funcionar como um laboratório onde Mauricio aprenderia artes cinematográficas, e produzir comerciais — segundo ele, "vários clientes [queriam] usar os personagens [da Turma da Mônica] em anúncios de TV. Agora eu teria como atendê-los melhor".
No "tempo ocioso", quando não eram produzidos comerciais — Mauricio comentou que, em "bons momentos", eram cerca de dez por mês — a equipe passou a fazer animações curtas, de cinco minutos, na esperança de que a TV Globo exibisse na programação, similarmente ao especial de Natal. No entanto, uma das preferidas de Mauricio, A Sereia do Rio, foi rejeitada por Boni. Portanto, as animações passaram a ser exibidas nos cinemas, antes de sessões de filmes destinados a famílias. Mauricio declarou que isso foi bom para "testar a aceitação da plateia a filmes da Turma da Mônica na telona. E ela era ótima". Com este progresso, no começo de 1982, Mauricio decidiu que este era o momento para fazer um longa-metragem.
| “ | Decidi que, aos 46 anos, tinha chegado a hora de virar diretor de cinema. Mesmo que a turma do contra da empresa reclamasse, eu ia produzir o primeiro grande filme da Turma da Mônica. | ” |

## Produção

### Reestruturação da empresa
Para iniciar a produção do filme, Mauricio passou a contratar mais funcionários para a Black & White & Color: "um pessoal de cinema, mais desenhistas, mais coloristas, mais arte-finalistas, mais técnicos". Quando "não havia mais animadores a serem contratados no Brasil", ele procurou na Argentina e no Uruguai. Em um momento, a empresa chegou a ter mais de cem funcionários, "o maior do gênero na América Latina", segundo Mauricio. Sua primeira filha, Mariangela, estava entre as novas contratadas, "que coloriu metros e metros de acetato". Devido à expansão, ele teve que pedir um novo andar para seu escritório para Octávio Frias, que concordou, sem cobranças adicionais.
Mauricio contratou o namorado de sua segunda filha, Mônica, o estudante de Economia Marcos Saraiva. Ele já havia trabalhado na Loja da Mônica, passou a ser seu assistente pessoal e em seguida foi destacado para o departamento comercial, supervisionando as propagandas produzidas pela Black & White & Color. Marcos então "começou a se meter na linha de produção para organizar e acelerar os processos". Apreciando seu trabalho, Mauricio o promoveu a gerente executivo do estúdio.

### Roteiro e animação
"Criar a história foi fácil", segundo Mauricio. O enredo foi escrito por ele e Reinaldo Waisman, o qual considerava um de seus melhores roteiristas. A ideia era que Mauricio fosse o "fio condutor" da narrativa, interligando quatro histórias, algo que já havia sido usado similarmente por Disney. Entretanto, ele citou diversos problemas que enfrentou na produção do filme em sua autobiografia.
| “ | Fazer um filme de desenho animado era muito trabalhoso, mas não era um enigma indecifrável. Em linhas gerais, o processo de animação tinha poucas etapas, na teoria relativamente simples. [...] Na prática, porém, a teoria se tornava uma tarefa insana. Raras epopeias chegam perto no quesito superação de obstáculos. Se eu fizesse uma lista de coisas que eram essenciais ao filme e não existiam no Brasil, ela não teria centímetros, e sim metros. | ” |

Entre os problemas citados, ele comentou que a qualidade do material disponível nacionalmente era inferior ao importado. O pincel certo, com cerdas finas e firmes, não estava disponível, nem uma tinta especial, que só foi encontrada na Califórnia, no mesmo fabricante que fornecia aos estúdios Disney e Hanna-Barbera. Devido ao alto valor das "grandes bisnagas de tinta", além do fato de serem difíceis de trazer ao Brasil, o estúdio as usava como pigmento, e não como tinta; ao contrário do processo padrão, eles misturavam a tinta colorida importada com a tinta branca nacional, para economizar e fazer render mais.
Outro problema era enfrentado quando acabava o acetato nos fornecedores brasileiros, fazendo o estúdio "[ter] que revirar o mercado de cabeça para baixo, procurando nos lugares mais esdrúxulos", chegando a comprá-lo do Exército, que o utilizava para fabricar espoleta; "[v]eio até com o selo das Forças Armadas". Em outra ocasião, o estúdio teve que comprar o material na Inglaterra. Além disso, devido ao rápido ritmo de produção, o table top utilizado "já não dava mais conta". Como não foi possível alugar um nacionalmente, a equipe procurou em diversas partes do mundo para comprar um, encontrando-o apenas no Japão.
Quanto aos efeitos especiais — importantes especialmente para a última história do filme, baseada em Star Wars — Mauricio deu um exemplo:
| “ | Marcos Saraiva inventou maquetes, engenhocas e sistemas para obter os efeitos que queríamos. Num deles, por exemplo, criou um carrinho que se movimentava num trilho pregado no teto. Nesse carrinho havia um fio invisível na ponta do qual estava a maquete de uma nave espacial. Embaixo, sustentada por uma haste invisível, havia outra engenhoca que fazia outra maquete se movimentar ao redor da primeira. A ficção científica dos anos 1980 era puro artesanato. | ” |

Em seu livro, Mauricio relata que investiu cem milhões de cruzeiros, cerca de seis milhões de reais em 2017, mas outras fontes alegam um valor de 120 milhões. Segundo o Jornal do Brasil, este seria o maior investimento para qualquer filme no país, até aquele momento. Do início da produção ao lançamento, foram nove meses, o que Mauricio considerou "um recorde absoluto no quesito agilidade". Foram utilizados cerca de 120 mil desenhos, quinhentos cenários, mais de cem tintas e a pintura de 45 mil acetatos. Cerca de 36 segundos de filme eram animados por dia.

### Reunião com a Embrafilme
| “ | Em 1982, o governo militar entrava na sua fase final, mas ainda dava muitas cartas no país. Muito mais tarde, soube que um figurão de Brasília andava incomodado com as escolhas de patrocínio da Embrafilme. Pela ótica dele, com exceção dos Trapalhões, a entidade praticamente só incentivava filmes de viés esquerdista ou de apelo sexual, ignorando as películas voltadas para as famílias. Quando soube que eu estava fazendo um desenho animado para o cinema, esse figurão mexeu os pauzinhos para que a Embrafilme apoiasse As Aventuras da Turma da Mônica. | ” |

Na metade da produção do filme, Mauricio recebeu um telefonema de um diretor da Embrafilme pedindo para que ele fosse ao Rio de Janeiro para uma reunião — a estatal, que "patrocinava e distribuía para os cinemas quase todos os grandes filmes nacionais", estava interessada em investir no filme. Em meados de 1982, ele e Marcos Saraiva compareceram na sede da empresa, mas eles comentam que foram "muito mal recebidos". Depois de Mauricio comentar que estava interessado na proposta, e que seria interessante se a Embrafilme bancasse 40% do orçamento, um funcionário "[c]om uma má vontade oceânica" começou a "enrolar" ambos, irritando Marcos, que disse que, se eles não respondessem em 24 horas, perderiam "a oportunidade de apoiar a primeira animação comercial colorida de longa duração da história do país". O mesmo funcionário que havia lhes recepcionado ligou na produtora no dia seguinte, pedindo para que o estúdio assinasse o contrato nos termos sugeridos pelo Mauricio. Diante de três diretores da estatal, o contrato foi assinado.

### Trilha sonora
Remo Usai ficou responsável pelos arranjos, regência e direção musical das faixas da trilha sonora, enquanto a composição foi de Mauricio, Gaó Gurgel e Vilma Camargo. Remo trabalhou por três meses e se utilizou do trabalho de quarenta músicos da Orquestra Sinfônica do Theatro Municipal do Rio de Janeiro. A trilha sonora foi gravada pelo Rancjo Estúdio, e é composta de dez músicas. Cinco são temas dos personagens Mônica, Cebolinha, Cascão, Magali e Bidu, e uma é o tema principal do filme, todas de Mauricio, Gaó e Vilma. Há também temas instrumentais, onde Remo trabalhou de forma mais direta, sendo eles "Rock da Rata Lee" e "Um Amor de Ratinho" (ambos do episódio "Um Amor de Ratinho"), "O Império Empacota" (do episódio homônimo) e "Vou Subindo" (de "A Ermitã"). Em fevereiro de 1983, foi lançado um disco contendo estas músicas.

## Lançamento

### Cinemas
As Aventuras da Turma da Mônica teve pré-estreia no cine Bristol no dia 19 de dezembro de 1982. Foi lançado no dia 23 em São Paulo, num circuito nacional de oitenta cinemas, e no dia 10 de janeiro do ano seguinte no Rio de Janeiro. Mauricio diz em sua autobiografia que o filme teria tido um público de três milhões de pessoas, segundo os exibidores, sendo que alguns defendiam que o público era de quatro milhões. No entanto, segundo dados da Agência Nacional do Cinema (Ancine), o filme teve 1 172 020 espectadores. "Seja como for", completou ele, "o dinheiro que recebi de participação na bilheteria foi muitíssimo menor do que o equivalente a um público pagante de 3 milhões de pessoas". Ele disse que, com este filme e A Princesa e o Robô (1984), os lucros foram capazes de pagar o custo de produção: "Para não dizer que ficamos no zero a zero, ainda tivemos um lucrinho". No entanto, ele concluiu: "Obviamente, eu gostaria de ter ganhado bastante dinheiro com os filmes, mas não era isso que me motivava. Peguei gosto pela coisa. As crianças também. [...] Já disse que acho quase um crime decepcionar crianças. Só parei de fazer filmes quando comecei realmente a perder muito dinheiro nisso".

### VHS e exibição televisiva
As Aventuras da Turma da Mônica foi lançado em VHS em diferentes ocasiões: em abril de 1985 pela CIC Vídeo, no final de 1987 ou início de 1988, pela Trans Vídeo, como parte de um pacote promocional contendo três VHS da Turma da Mônica, e no final de 1998, pela Publifolha, como parte da coleção "Clássicos da Turma da Mônica". O filme foi exibido no dia 12 de outubro de 1983 na Rede Manchete.

## Recepção crítica
| Críticas profissionais | Críticas profissionais |
| Avaliações da crítica  | Avaliações da crítica  |
| Fonte                  | Avaliação              |
| ---------------------- | ---------------------- |
| Correio Braziliense    | [ 16 ]                 |
| Jornal do Brasil       | [ 17 ]                 |

As Aventuras da Turma da Mônica obteve recepção mista dos críticos de cinema. Carlos Fonseca, escrevendo ao Última Hora, achou que o filme ainda tinha um ar amador, apesar do "traço razoável" e animação similar às produções estadunidenses. Neste sentido, ele opinou que o filme continuava com o "pioneirismo" e preferiu Piconzé (1972), terceiro longa-metragem de animação do país. Ele achou que "O Império Empacota" era a melhor história do filme, tendo um "começo, meio e fim", enquanto as outras eram "absolutamente desinteressantes" ou tinham falta de ritmo. Contrariamente, Rubens Ewald Filho escreveu ao A Tribuna que este episódio tinha uma história "bonitinha, mas insatisfatória", preferindo o episódio "Um Amor de Ratinho". Concluiu dizendo que o filme não era "[n]ada de excepcional, mas funciona bastante bem", criticando apenas o final, onde Mauricio interage com os personagens.
Carlos Fonseca (Última Hora) disse que Mônica era uma personagem rica nos gibis, mas estava "muito retraída, quase enrustida" neste filme, sem provocar "a necessária empatia" com o resto da turma. Alternativamente, Carlos Alberto Mattos criticou ao Tribuna da Imprensa que, enquanto Mônica, Cebolinha e Cascão participavam do filme, os demais personagens mal apareciam. Assim como Rubens (A Tribuna), também preferiu "Um Amor de Ratinho", e disse que as outras histórias não estavam no nível dos gibis. O Correio Braziliense escreveu que o filme era uma boa opção para crianças que costumavam assistir produções estrangeiras, e deu uma avaliação de quatro estrelas. O Jornal do Brasil deu uma avaliação de três estrelas ao filme, sem comentários adicionais. O público deu uma avaliação de cinco estrelas, com base em quatro votos.

## Legado
As Aventuras da Turma da Mônica foi o quarto longa-metragem de animação da história do Brasil, seguindo Sinfonia Amazônica (1951), Presente de Natal (1971) e Piconzé (1972). Em 1983, ele foi exibido no 33.º Festival de Berlim. No ano seguinte, foi lançado A Princesa e o Robô, que foi inspirado na última história do filme, "O Império Empacota", apreciada pelo público e pelo próprio estúdio. Com 1,1 milhão de espectadores, As Aventuras da Turma da Mônica é o filme de animação brasileiro de maior público da história do país. Também foi o filme de maior público da Turma da Mônica nos cinemas até 2019, quando foi superado pela produção em live-action Turma da Mônica: Laços, que atraiu mais de dois milhões de espectadores. Em 22 de dezembro de 2017, a Associação Brasileira de Críticos de Cinema elegeu As Aventuras da Turma da Mônica como o 12.º melhor filme de animação brasileiro. É uma das duas produções de Mauricio de Sousa que aparecem na lista, sendo a outra A Princesa e o Robô, na posição 34.